# Nghĩa trang Kensico
Nghĩa trang Kensico (tiếng Anh: Kensico Cemetery) là một nghĩa trang nằm ở Valhalla thuộc Quận Westchester, New York.

## Lịch sử
Kensico được thành lập năm 1889 cùng với một loạt nghĩa trang nằm ở ngoại ô thành phố New York sau khi rất nhiều nghĩa trang nằm trong thành phố đã quá tải. Từ diện tích ban đầu 1 km², đến năm 1905 nghĩa trang mở rộng lên 2,4 km² rồi lại rút xuống còn 1,9 km² vào năm 1912 để nhường đất cho Nghĩa trang Gate of Heaven ở bên cạnh.
Vào nửa đầu thế kỷ 20, nghĩa trang Kensico là nơi chôn cất nhiều nhân vật nổi tiếng hoạt động trong lĩnh vực văn hóa, thể thao của thành phố New York, nghĩa trang có một khu đặc biệt dành cho quỹ Actors' Fund of America (Quỹ Diễn viên Hoa Kỳ) và Hiệp hội Quốc gia Vaudeville (National Vaudeville Association).

## Những người nổi tiếng an nghỉ tại nghĩa trang
- Peter Arno, (1904 - 1968), họa sĩ phim hoạt hình
- Anne Bancroft, (1931-2005), diễn viên, nổi tiếng với vai Bà Robinson trong bộ phim The Graduate
- Wendy Barrie (1912–1978), diễn viên
- Ed Barrow, (1868-1953), huyền thoại bóng chày Mỹ
- Henri Bendel, (1868-1936), nhà tạo mốt
- Evangeline Booth, (1865-1950), nhà truyền giáo, con gái của William Booth (người sáng lập Cứu Thế Quân)
- Billie Burke, (1885-1970), diễn viên, nổi tiếng với vai "Glinda the Good Witch" trong phim The Wizard of Oz
- Paddy Chayefsky, (1923-1981), nhà biên kịch từng giành 3 giải Oscar
- Harry Cooper, (1904-2000), huyền thoại golf
- Robert De Niro, Sr., cha của Robert De Niro
- Peter DeRose (1896-1953), nhà soạn nhạc nổi tiếng
- Tommy Dorsey, (1905-1956), nghệ sĩ kèn trombon
- Sherman Edwards, (1919-1981), nhạc sĩ từng giành Giải Tony
- Judith Evelyn (1913-1967), diễn viên sân khấu
- Geraldine Farrar, (1882-1967), ca sĩ opera
- Harry Frazee, (1880-1929), ông chủ của đội bóng chày Boston Red Sox
- Gloria Foster,(1933-2001), diễn viên, nổi tiếng với vai "Oracle" trong bộ ba phim Ma trận (The Matrix)
- Fred Friendly, (1915-1998), phát thanh viên
- Lou Gehrig, (1903-1941), huyền thoại bóng chày Mỹ
- Al Hodge, (1912-1979), diễn viên
- Danny Kaye, (1911-1987), diễn viên
- Ruth Laredo, (1937-2005), nghệ sĩ dương cầm
- William Van Duzer Lawrence, (1842-1927), người sáng lập Sarah Lawrence College
- Herbert H. Lehman, (1878-1963), nhà chính trị
- Cissie Loftus (1876-1943), diễn viên
- Dorothy Loudon, (1933-2003), diễn viên, từng giành Giải Tony
- Robert Merrill, (1917-2004), nghệ sĩ opera, người chuyên hát quốc ca Mỹ trước các trận đấu tại Sân vận động Yankee
- Anna Moffo, (1932-2006), ca sĩ
- Anne Nichols, (1891-1966), nhà biên kịch
- David Graham Phillips, (1867-1911), nhà báo
- Harriet Quimby, (1875-1912), nữ phi công
- Sergei Rachmaninoff, (1873-1943), nhà soạn nhạc huyền thoại người Nga
- Ayn Rand, (1905-1982), nhà triết học
- David Sarnoff, (1891-1971), phát thanh viên, chủ hãng RCA
- Gordon Scott, (1926-2007), diễn viên, nổi tiếng trong loạt phim Tarzan
- Fay Templeton, (1865-1939), diễn viên, ngôi sao của sân khấu Broadway
- James E. West, (1876-1948), người lãnh đạo của Hội Nam Hướng đạo Hoa Kỳ
- John North Willys, (1873-1935), nhà sản xuất xe hơi
- Florenz Ziegfeld, (1869-1932), nhà sản xuất của vở nhạc kịch Ziegfeld Follies